# 花滩镇 (荥经县)
花滩镇，是中华人民共和国四川省雅安市荥经县下辖的一个乡镇级行政单位。2019年12月，撤销六合乡，将原六合乡宝积村、星星村、水池村、富林村所属行政区域划归花滩镇管辖。将花滩镇青杠村所属行政区域划归民建彝族乡管辖。

## 行政区划
花滩镇下辖以下地区：
花滩社区、花滩村、幸福村、青杠村、临江村、光和村、大理村、米溪村、石桥村、齐心村和团结村。